# Carlos Nicandro Paz
Carlos Nicandro Paz (4 de noviembre de 1866-13 de enero de 1930) es considerado el fundador de Villa Carlos Paz, provincia de Córdoba, Argentina.
Fue el cuarto hijo de Don Rudesindo Paz (quien fuera hijo natural de Dolores Juárez y del General José María Paz, más tarde legitimado por éste) y Doña Clementina Pruneda. De joven Don Carlos estudiaba en Córdoba en la universidad del mismo nombre y en verano frecuentaba la estancia Santa Leocadia, cuyo casco se ubicaba donde actualmente se encuentra el dique San Roque. Carlos Paz sentía un gran cariño por aquellas tierras de las sierras que lo habían visto crecer por lo cual nunca quiso desprenderse de ellas. En el momento en que Paz cursaba el tercer año de ingeniería, la salud de su padre se ve quebrantada por lo tanto éste le pide acompañarlo y cooperar en las tareas rurales.
En el año 1888 a la edad de 22 años, Carlos se radica definitivamente en la estancia; así comenzó a trabajar en ella y pudo dominar totalmente la ciencia del campo. Por lo cual durante su vida en la estancia era quien dirigía principalmente las actividades de rodeo, castrado, enlazado, marcado, señalado etc., en la estancia.
En la época de 1892, las extraordinarias crecientes de los ríos San Antonio, Cosquín, Las Mojarras y Cavalango llevan al embalsamiento formando así el Lago, contenido por el Dique. Por esta razón, la familia Paz decide retirarse de la zona del casco de la Estancia Santa Leocadia y localizarse en un paraje conocido como La Cuesta.
A la edad de 26 años, Carlos contrae matrimonio con Doña Margarita Avanzatto producto del cual nacen 12 hijos: Margarita, Carlos Segundo, Elena, José María, Néstor, Clementina, Rudesindo, América; Cándida Carmela, Silvia Rosa, María Zoe y María Antonieta. 
En el 1901, fallece el padre de Don Nicandro por lo que hereda las tierras que poseía a su nombre y queda así como el único propietario de las tierras de su padre.
El señor Paz advirtió que a sus campos había que complementarlos con las obras necesarias, para así lograr forrajes en invierno, para deforestar e impulsar cultivos y aunque sus tierras eran muy buenas no poseían riego.
Así comenzó a trabajar en su mente la idea de construir un canal que debía nacer en el río y sus aguas captarse en las proximidades de donde actualmente se encuentra el Automóvil Club Argentino, esta obra debía regar centenares de hectáreas y en un futuro sería utilizada para abastecer todas las casas que se proyectó construir y producir corriente eléctrica que favoreciera al pueblo, además con la obra mejoraría el rendimiento de la explotación ganadera.
De esta manera el 20 de enero de 1904 se daría comienzo a la obra, la cual comenzó en el paraje La Cuesta. Así el muro que le daba nacimiento al canal hasta el centro del río dejando pasar la mitad del caudal del agua de su curso normal. En dicho proyecto se presentaron muchas dificultades  para realizar la construcción del muro, entre otras desviar el río y resolver problemas de fundación. Finalmente el 22 de noviembre de 1906 la obra es inaugurada.
El fin de Don Paz era dar mayor impulso a su explotación ganadera, para ello, anexó 88 hectáreas adquiridas al Sr. Hughes de la zona de La Saladilla como otras tantas, entre todas reunió 1690 hectáreas.
Cuando Carlos comenzó a pensar en la educación de sus hijos contrata una maestra particular en 1908 y luego dona terreno para la construcción de la futura escuela Carlos N. Paz la cual se funda antes que el pueblo.
Paz imaginó la proyección de un futuro pueblo en sus tierras que se llamarían Pueblo San Carlos o Pueblo Carlos Paz. Esta construcción era de 1893 y desde allí Don Carlos proyectó todas las obras que conformarían una Villa, construyendo casas para la peonada en la otra banda, el primer local para la escuela 1911, la capilla del Carmen en 1914, las primeras casas para turistas de Córdoba en 1915 y los servicios de luz, correo y teléfono entre 1919 y 1923. Ya había realizado una importante plantación de árboles en las 3 calles principales de la zona desde 1910.
Carlos Paz comenzó a desprenderse de algunos terrenos en 1911 y a partir de 1913 con el plano que da origen a la ciudad confeccionado con sus 30 manzanas, 15 de cada lado del río, realiza varias operaciones de ventas a Muñoz, Cárcano, Dianda, Mestre y Calderón (los primeros propietarios).
Finalmente, en 1930, Carlos Paz fallece y hoy sus restos descansan en la iglesia principal de la ciudad que lleva su nombre.